# النصب التذكاري للواء النقب
النصب التذكاري للواء النقب، (بالعبرية: "أَندَرْتات حَتِيفات هَنِيغِف" אנדרטת חטיבת הנגב). هو نصب تذكاري صممه داني كارافان لتخليد ذكرى أعضاء لواء البلماح في النقب الذين سقطوا في القتال إلى جانب إسرائيل خلال الحرب العربية الإسرائيلية عام 1948. يقع النصب على قمّة تلّ جفعات جير (גבעת גיר)، ويُطِلّ على مدينة بئر السبع من الشرق، ويشكل أحد المعالم المشهورة للنقب وبئر السبع.

## تاريخه
```
أقيم النصب التذكاري بين عامي 
1963
 
و1968
، تخليدًا لذكرى اللواء الذي أوقف الهجوم المصري، وحمى مصادر المياه في 
النقب
.
[
1
]
 يجمع هذا النصب بين عناصر العمارة والنحت، وهو مبني بأسلوب العمارة الخمومية (عمارة وحشيَّة) من الخرسانة المكشوفة. يشتمل الهيكل على 18 عنصرًا رمزيًا مرتبطًا 
بالبلماح
 وحرب الاستقلال -برج مثقوب يذكرنا بأبراج الحراسة التي تعرضت للنيران؛ قناة مائية بها بركة صغيرة في النهاية تذكرنا بالمعركة من أجل حماية خط أنابيب المياه 
لبئر السبع
؛ والقنوات التي تحاكي قنوات الاتصال العسكري. شعار البلماح وأسماء الضحايا الذين سقطوا خلال المعركة محفورة في الألواح الخرسانية والنحاسية، بالإضافة إلى انطباعات من المعركة، آيات من 
التوراة
، وقصائد.
```

في مقابلة أجراها كارافان حول حياته وعمله، قال عن النصب:

يشرف النصب التذكاري على بئر السبع من جهة الغرب، وعلى الصحراء من بقية الجهات الأخرى. قام بتنسيق الحدائق في النصب مصمِّم المناظر الطبيعية تسفي ديكِل.
توجد إلى جوار النصب التذكاري منتزه وطني تبلغ مساحته 295 دونمًا، حيث تم الحفاظ على النباتات النموذجية للمنطقة الجغرافية النباتية العربية (الإيرانية الطورانية)، وفي شهر آذار يمكن أمشاهدة ازدهار السوسن البني الداكن.

افتُتِحَ في 30 تشرين الأول (أكتوبر) 2014، معرض عن النصب التذكاري في متحف النقب بمناسبة الذكرى الخمسين لتشييده. قال أفيتار بَناي إن قصائده "عندما نقبل بعضنا البعض" و "وضعت على وجهي البودرة" قد كُتِبَت في النصب التذكاري. في عام 2013، تم استخدام قالب ذيل الثعبان الموجود في النصب كخلفية لتصوير الألبوم الذي أصدره في ذلك العام - "جميلة كالقمر". في 2019-2020، عرض متحف تل أبيب للفنون لعبة ملونة لمرحلة ما قبل المدرسة، تم تصميمهها على هيئة النصب التذكاري، تصميم شاحَر فريدي كيسلف.

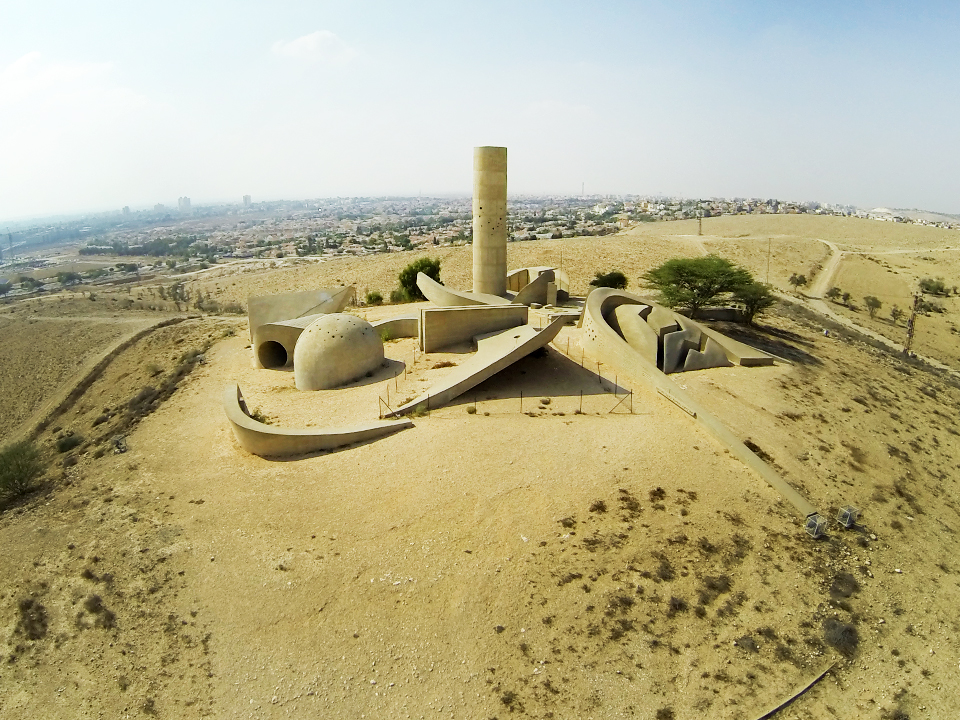
منظر شامل للنصب وهو يشرف على بئر السبع
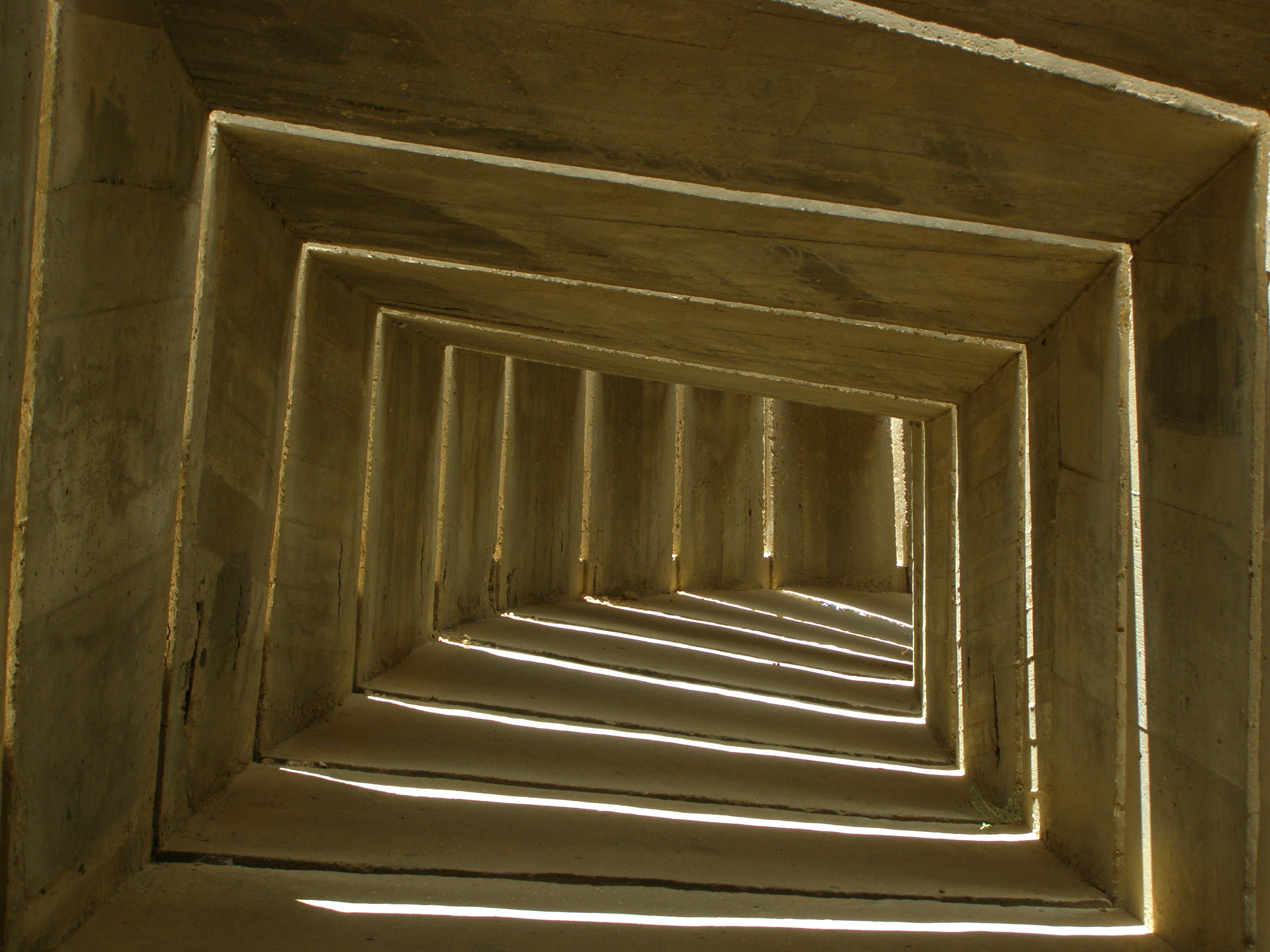
تصوير داخلي لـ"الأفعى المقطعة"
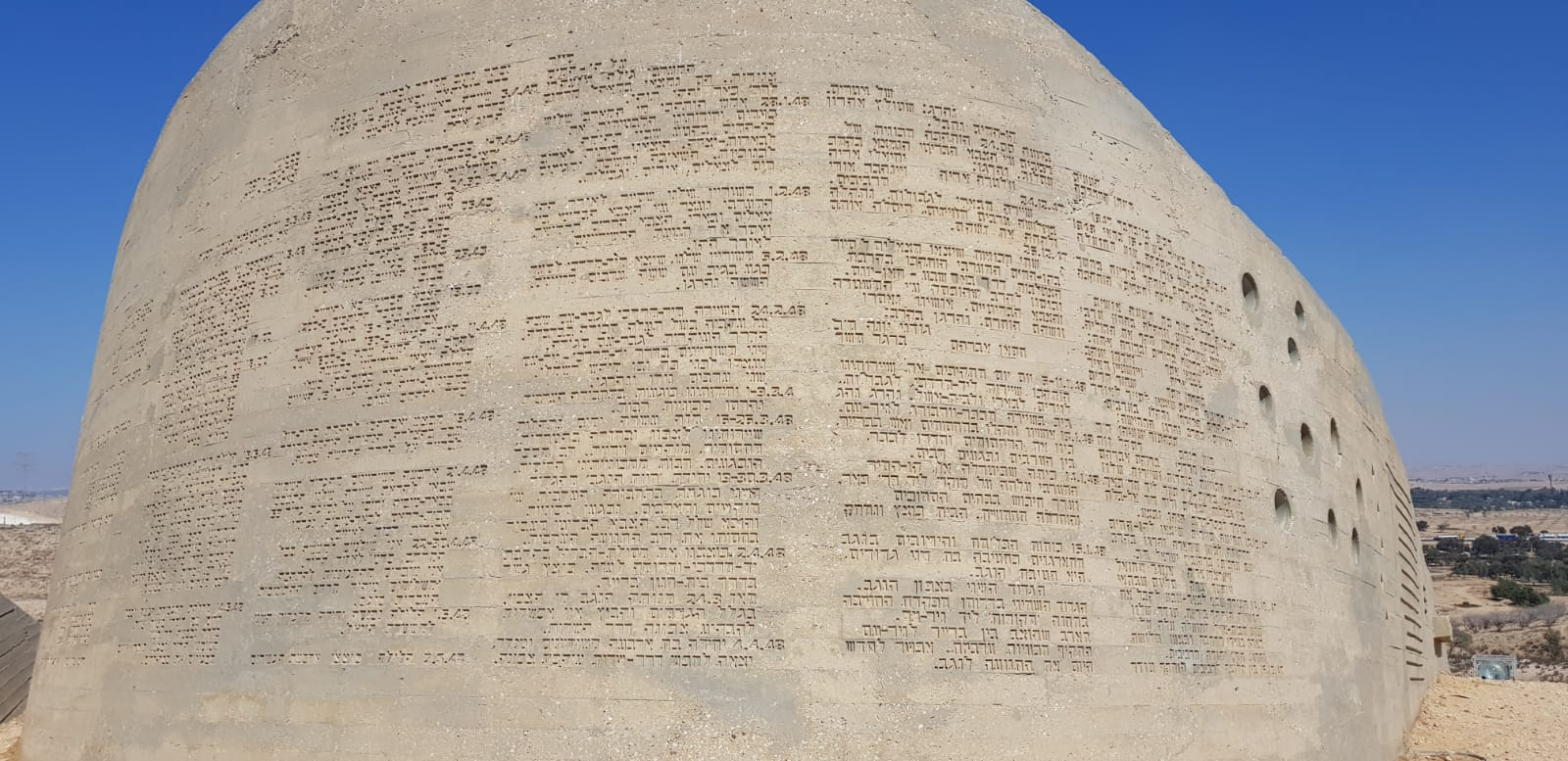
كتابة داخل النصب التذكاري - مجريات المعركة
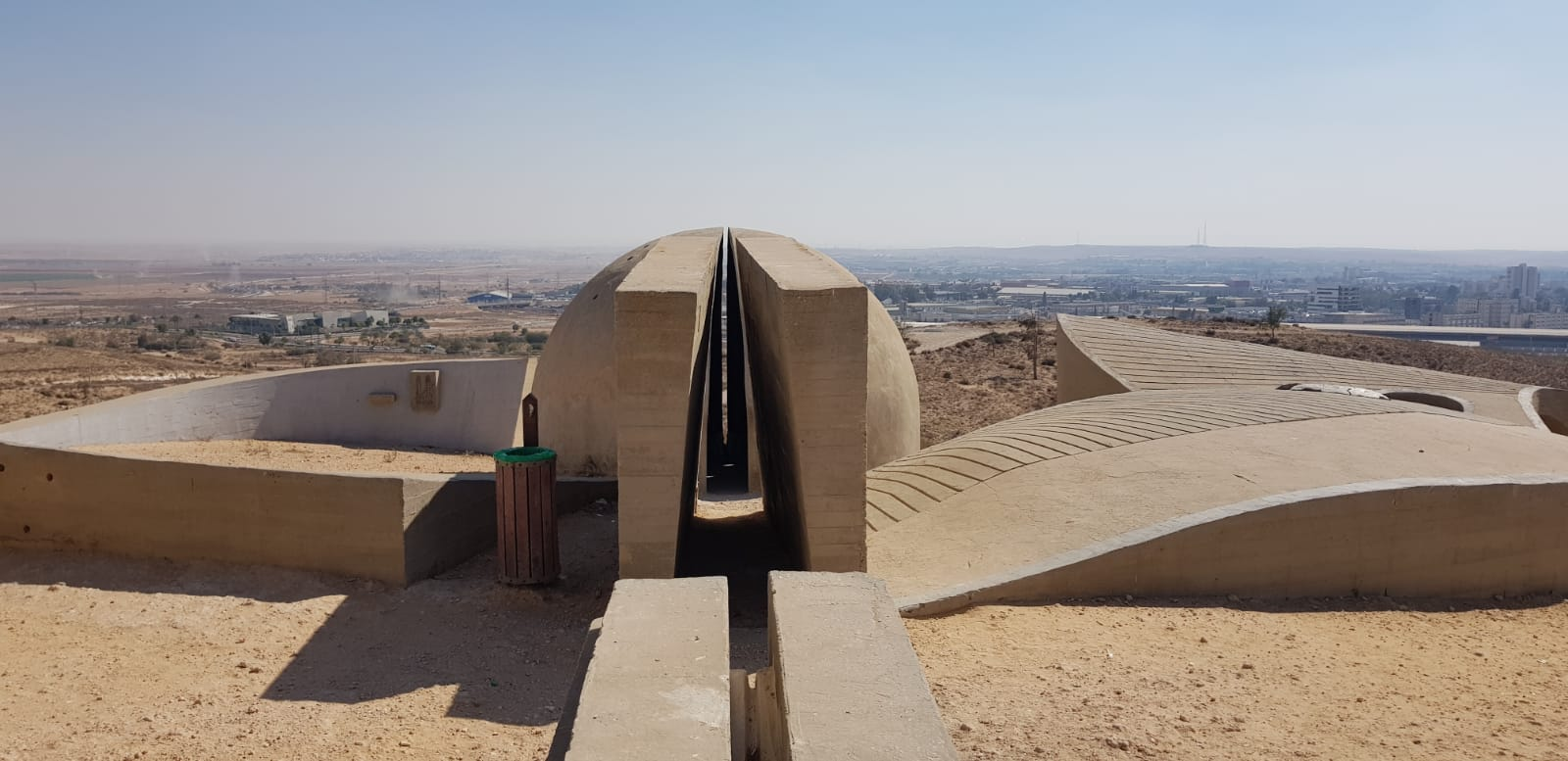
منظر من ساحة النصب التذكاري نحو القبة
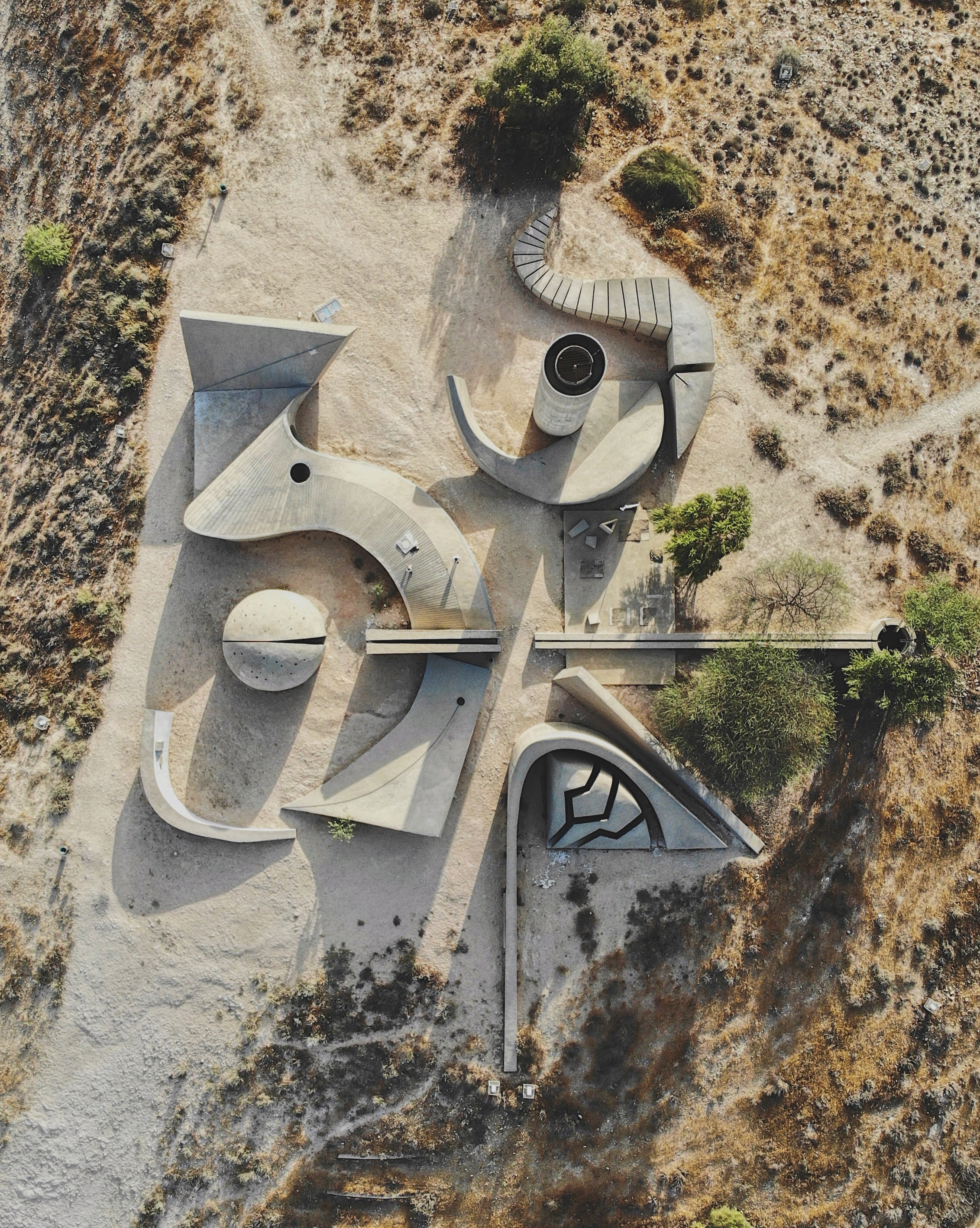
منظر جوي

## روابط خارجية
- موقع داني كارافان
- النصب التذكاري الإسرائيلي الشهير يحتفل بمرور 50 عامًا
- النصب التذكاري للواء النقب